# San Manuel (Cortés)
San Manuel is een gemeente (gemeentecode 0509) in het departement Cortés in Honduras.
Eerst was Campin de hoofdplaats. Later is de gemeentezetel naar San Manuel verplaatst. Dit dorp heette eerder Olúa of Tehuma. Het ontstond in 1536 toen Pedro de Alvarado de grond in het noorden van Honduras verdeelde. Het woord Tehuma komt uit het Nahuatl en betekent "water van de goddelijke maguey's". Het dorp San Manuel ligt op vlak terrein, op 2 km van de rivier Ulúa.

## Bevolking
De bevolking is als volgt verdeeld:
| Vrouwen | 30.631 | 52% |
| Mannen  | 28.296 | 48% |

## Dorpen
De gemeente bestaat uit elf dorpen (aldea), waarvan de grootste qua inwoneraantal: San Manuel (code 050901), Col. Pineda No.1 (050905), El Plan (050907) en El Porvenir (050908).